# Диевская, Наталия Александровна
Ната́лия Алекса́ндровна Дие́вская — российская актриса музыкального театра, певица, номинант национальной театральной премии «Золотой софит» (2015) и (2019). Номинант национальной театральной премии «Музыкальное сердце театра» (2023) и общественной премии зрительских симпатий «Звезда театрала» (2023) за роль Багиры в спектакле «Маугли», номинант премии «Музыкальное сердце театра» (2025) за роль Шамаханской царицы в спектакле «Вымыслы. Сказки Пушкина»..

## Биография
Родилась 20 ноября 1977 года в городе Москва. Не проходя в учебные заведения по вокалу, работала в компании по продаже металлов. В 2003 году окончила факультет музыкального театра РАТИ-ГИТИС (мастера курса А. А. Бармак и Р. Г. Виктюк). В том же году начала выступления в учебном театре РАТИ, исполнив роль подруги Чарити в мюзикле «Милая Чарити» К. Коулмэна и роль Гертруды в спектакле «Гамлет» У.Шекспира. После института пятнадцать лет проработала в фитнес-клубе в Москве, вела танцевальные направления, совмещая с офисной работой и занятием рекламой, сделала успешную карьеру. Вклад в развитие вокалистки внесла педагог и музыкант Елена Буланова.
В 2007 году была приглашена в Санкт-Петербургский театр музыкальной комедии на исполнение роли Вэлмы Келли в мюзикле «Chicago» Дж. Кандера и сотрудничество через друга Александра Мацко. В 2010 году как актриса мюзикла месяц стажировалась в Нью-Йорке в школе Jacob’s Pillow, сделала с однокурсниками концерт «Жара». В том же году в московском театре Александра Калягина «Et Cetera» впервые выступила в роли Уллы в мюзикле М. Брукса «Продюсеры».
С февраля 2011 года принимала участие в мюзикле Л. Барта «Оливер!», где воплотила на сцене образ Нэнси. В ноябре 2012 года была утверждена на роль Магды в спектакле «Бал вампиров». С мая 2014 года принимает участие в шоу «Хиты Бродвея». С декабря 2014 года предстала в образе Люси в мюзикле «Джекилл и Хайд» Фрэнка Уайлдхорна. В том же году в Московском Театре «Русская песня» сыграла роль Веры в мюзикле «Однажды в Одессе». В 2016—2017 гг. исполняла роль Магды в московской постановке мюзикла «Бал вампиров» компании «Stage Entertainment» на сцене МДМ.
С ноября 2017 года исполнительница роли Луизы Вампа в мюзикле Фрэнка Уайлдхорна «Граф Монте-Кристо». С осени 2018 года исполняет главную роль Симоны Писташ в мюзикле «Канкан». 2019 год начался сразу двумя ролями в мюзикле «Девчонка на миллион» — Ольшанской и Певицы из Сан-Франциско. А конец 2019 года пополнился ролью Катерины Ивановны в рок-опере «Карамазовы». Окончание 2020 года венчала премьера мюзикла «Мисс Сайгон», и роль обольстительной Джиджи. С декабря 2022 года исполняет роль царевны Софьи в мюзикле «Пётр Великий» Фрэнка Уайлдхорна. С апреля 2023 года исполняет роль Марго в спектакле «Я ненавижу Гамлета», с декабря роль Сирены в спектакле «Остров сокровищ». С января 2025 года исполняет роль леди Капулетти в мюзикле «Ромео и Джульетта».
В октябре 2016 года исполняла роль в мюзикле «Джекилл & Хайд» в рамках XII Театрального Фестиваля «Золотая Маска в Эстонии 2016» в Таллинне, в октябре 2019 участвовала в мюзикле «Канкан» на XV фестивале. В декабре 2016 и апреле 2017 года принимает участие в гала-концертах звёзд Санкт-Петербургского театра музыкальной комедии и Будапештского театра оперетты и мюзикла на сценах двух театров к 10-летию успешного сотрудничества.
С сентября 2017 года совместно с Мананой Гогитидзе и Еленой Газаевой участница ВИА «ДиЛеММа», участвует в концертах и записях клипов.
13 мая 2019 года приняла участие с Кириллом Гордеевым в fashion-проекте для свадебного журнала «BRIDE».
В мае 2017 года приняла участие в авторском концерте Фрэнка Уайлдхорна в Санкт-Петербурге. В январе 2021 года представила клип на песню «Либо ты, либо я» на слова и музыку Александра Ададурова, режиссер Александр Павлов.

### Личная жизнь
30 апреля 2000 года родила сына Георгия Ираклиевича, в 2018-2022 годы учился в ГИТИСе на «Артиста драматического театра» в мастерской С.И. Яшина, ассистент и второй режиссёр проектов Глеба Матвейчука, играет в труппе Архангельского театра драмы имени М. В. Ломоносова, ставит проекты и снимается в кино.
Муж — российский актёр театра и кино Валерий Владимирович Сехпосов (настоящая фамилия — Гвимрадзе; родился 9 июля 1983 года). В феврале 2020 года у пары родился сын Сандро.

## Роли в театре

### Санкт-Петербургский театр музыкальной комедии
- Мюзикл «Чикаго» (режиссёр Дора Руждьяк) — Вэлма Кэлли (2007 — 2010)
- Мюзикл «Оливер!» (режиссёр Аттила Ретли) — Нэнси (2011 — 2012)
- Мюзикл «Бал вампиров» (режиссёр К. Балтус) — Магда, Артистка ансамбля (2012 — 2014), (2016)[34][35], (2018 — 2019), (2022)
- Спектакль-концерт «Хиты Бродвея и не только…» (реж. Б. Томаш, А. Сафронов, А. Суханов) — Мерседес, Мина, Люси, Вэлма, Рокси, Магда, Флоренс, Симона, Диана, Энни, Салли, Инес и др. (с 2015)
- Мюзикл «Джекилл & Хайд» (режиссёр Г. М. Кереньи KERO) — Люси Харрис (с 2014 — 2022)[36]
- Мюзикл «Граф Монте-Кристо» (режиссёр Г. М. Кереньи KERO) — Луиза Вамп (с 2017 — 2024)
- Спектакль-концерт «Хиты Бродвея-2. На сцене и на экране» — Улла, Хэтти (2017 — 2019)
- Мюзикл «Канкан» (режиссёр Г. М. Кереньи KERO) — Симона Писташ (с 2018 — 2025)[37]
- Мюзикл «Девчонка на миллион» (режиссёр Андрей Носков) — Ольшанская, Певица в Сан-Франциско (с 2019 — 2022)[38]
- Мюзикл «Мисс Сайгон» (режиссёр К. Балтус) — Джиджи (с 2020 — 2022)
- Мюзикл «Пётр I» (режиссёр Ю. И. Александров) — Наталия, Софья[39] (с 2022)
- Музыкальный спектакль «Я ненавижу Гамлета» (режиссёр Ольга Прихудайлова) — Марго (с 2023)[40]
- Мюзикл «Остров сокровищ» (реж. О. Прихудайлова) — Сирена (с 2023)
- Мюзикл «Ромео и Джульетта» (режиссёр Г. М. Кереньи KERO) — Леди Капулетти (с 2025)[41][42][43]
- Мюзикл «Хозяйка Медной горы» (реж. Г. А. Матвейчук) — Хозяйка Медной горы (с 2025)[44]
- Мюзикл «Хорошенькое дельце, или Непыльная работёнка» (реж. К. Балтус) — Эйлин Эвергрин (с 2025)

### Театр Александра Калягина «Et Cetera»
- Мюзикл «Продюсеры» — Улла Свансон (2010 — 2015)

### Компания Star Media
- Мюзикл «Однажды в Одессе» — Вера (2014)

### Stage Entertainment
- Мюзикл «Бал вампиров» Джима Стейнмана (режиссёр Корнелиус Балтус) — Магда (2016 — 2017)

### Авторский проектАлександра Рагулина
- Рок-опера «КарамазоВЫ» (реж. А. Рагулин) — Катерина Ивановна (с 2019)[45]

### Театр эстрады имени А. И. Райкина
- Мюзикл «Маугли» (режиссёр Алексей Франдетти) — Багира (c 2023)

### Музыкальный театр им. Ф.И. Шаляпина
- Мюзикл «Три товарища» (режиссёр Филипп Разенков) — Звезда Кабаре (2023)
- Мюзикл «Вымыслы. Сказки Пушкина» — Шамаханская царица (2024)

### Фильмография
- 2015 — Сериал «Последний мент». Серия 7 (Кристина Алиферова директор агентства)

## Отзывы критиков
Мюзикл «Джекилл & Хайд»:
В этом кабаре, плавно переходящем в публичный дом, Джекилл встречает Люси, певичку облегченного поведения. Ее играет Наталья Диевская. Московская исполнительница не новичок на сцене петербургской Музкомедии, мы видели ее в „Чикаго“, „Оливере“, „Бале вампиров“. С ней ее голос — она умеет звучать девственно–хрустально, а когда надо, подкрашивать свое чистое сопрано сексуальной хрипотцой, главное — редкий дар: индивидуальная, сразу опознаваемая окраска тембра. Она, как и прежде, отменно двигается, чаруя смелыми ракурсами отличной фигуры. Но сейчас Диевская предстала прямо–таки превосходной актрисой — интонационный и пластический рисунок, реакции и оценки сделаны с безупречной точностью и музыкальностью, какие отличали разве что старых мастеров этого жанра вроде Лайзы Минелли или Гликерии Васильевны Богдановой–Чесноковой. Но Диевская — все же первая среди равных.
Мотив противоположностей, несопоставимых начал воплотили две девушки Джекилла — его невеста чистоплотная Эмма и рыжая певичка Люси (блистательная вокально-драматическая работа Натальи Диевской) из бордельного кабаре, где уже Хайд подпитывал свою идентичность оборотня-убийцы. Благодаря знакомству с Хайдом, который в минуты просветления вновь становился Джекиллом, Люси было встала на путь просветления, распрощавшись со злачным заведением, но грехи прошлого не дали ей вырваться — Хайд настиг девушку, прирезав в порыве животной страсти.
Люси Харрис Наталии Диевской — роскошная, усталая, чувственная настолько, что кружится голова. Все мужчины города могут принадлежать ей, стоит только бросить взгляд из-под ресниц, но ей хочется настоящих чувств, которых в ее жизни никогда не было.
Еще одна яркая удача — Наталия Диевская — Люси, сильный, но бесконечно женственный характер, чья трагедия спета-сыграна свободно, проникновенно и страстно.
Отмечу Наталью Диевскую, исполнительницу роли Люси. Она создала запоминающийся женский образ. Прекрасно попала в типаж. Яркие рыжие волосы, неприкрытая сексуальность ее героини в „профессии“ и трогательность, стеснительная улыбка в обычной жизни. Зрители — мужчины, покидая театр, практически единодушно говорят: „Мне больше нравится рыжая“.
Гала-концерт «Виват, продюсер»:
Сцены из спектакля «Джекилл&Хайд» в исполнении Диевской, Свешниковой и Гордеева были как заколдованные плоды. Отведать их – значило проникнуть в бог весть какие глубины человеческой души, разгадать тайну дихотомии добра и зла.
Мюзикл «Граф Монте-Кристо»:
Дантес находит новых друзей на корабле контрабандистов, возглавляемом Луизой Вампа. Страстная, чувственная Наталия Диевская, истинная звезда спектакля, с неподражаемым драйвом и энергетикой исполнила пиратский танец, органично смешав классическое исполнение с рэпом, хип-хопом и брэйк-дансом.
Волей авторов мюзикла в действие введен персонаж под именем Луиза Вампа: морская воительница выполняет роль атаманши контрабандистов и влюбляется в Монте-Кристо, выполняя впоследствии его распоряжения. Наталия Диевская обольстительна в этом образе. Отлично играет, превосходно поет и вдобавок очень высоко, с чувством, толком, расстановкой, задирает ноги, демонстрируя безукоризненные обводы. Мини-кульминацией спектакля стал танцевальный номер контрабандистов и авантюрьерки, которая предстала в образе королевы брейка.
Мне очень понравилась Наталья Диевская в роли Луизы Вампа. В спектакле ее героиня – капитан судна контрабандистов. Коллеги с Эдмоном, так сказать. Особенно хороша была Диевская в яркой сцене карнавала в Риме.
Наталья Диевская, прогремевшая несколько лет назад своим роскошным голосом мюзикловой примадонны, в «Монте-Кристо» лихо сыграла Луизу Вампа.
Наталья Диевская, великолепно справляющаяся как с вокалом, так и с танцами, в роли Луизы Вампа исполнена экспрессии и женского агрессивного обаяния.
Как известно, разбойника Луиджи Вампа в мюзикле нет (как и капитана контрабандистов): здесь они объединены в одну фигуру – Луизу Вампа, пиратку-хулиганку, помогающую главному герою в достижении цели. И благодаря Наталии Диевской этот персонаж получился в спектакле самым ярким. И визуально – красавица в тяжелых ботинках, корсете, с уложенными в панковский гребень волосами, производит убийственное впечатление. И музыкально – номер Луизы «Правда или вызов», боевой и динамичный, с рэповыми вставками, до предела обостряет эмоциональную картину первого акта. Во втором акте Луиза предстанет уже роковой соблазнительницей, в которой зародились нежные чувства к Эдмону. И финал этой едва начавшейся любовной истории заставляет грустить.
Мюзикл «Канкан»:
Роль Писташ может стать бенефисной для москвички Наталии Диевской — и по праву. Артистка в «Канкане» всем хороша — от блистательных форм до чудесного голоса.
Успех постановки, бесспорно, определяют главные герои, их вокал. Наталия Диевская в роли Симоны Писташ блистательна.
Симона Писташ, прожженная бизнес-леди, как специально создана для Наталии Диевской. Собранная, целеустремленная, в меру кокетливая, где требует дело. Симона Диевской роскошна – белые кудри, уверенная походка, гламурные, чуть «чересчур» наряды, неизменный корсет и декольте (и может себе позволить, и статус обязывает, и проблемы, если что, решать удобно). В то же время это настоящая «мадам», которая поддерживает танцовщиц и знает, как им живется. По песням и диалогам рассыпаны детали биографии – мать, учившая ничего не отдавать даром, сложный путь наверх. Она является как дива и сильный игрок, чтобы по ходу спектакля смягчиться, влюбиться  – по своей воле и правилам.
«Канкан» — история феминистская и, без малейшего преувеличения, бенефис Наталии Диевской. Диевская – актриса потрясающей экспрессии в благодарной роли Симоны Писташ является во всем блеске победительной женственности и красоты. Но хозяйка кабачка в исполнении артистки отнюдь не победительница без страха и упрека, она умеет быть нежной, податливой; впитанное с молоком матери жизненное кредо «всё можно продать» отступает под натиском страсти.
Достойной парой оказывается Наталия Диевская (Симона) — привлекательная блондинка с точеной фигурой и низким хрипловатым сопрано.
Мюзикл «Девчонка на миллион»:
Своеобразную роль лидера оппозиции — графини Ольшанской — блистательно воплотила на сцене Наталия Диевская.
Номер Наталии Диевской, которая предстала в образе негритянской певицы из Сан-Франциско. Поклонники взревели при виде дивы: к прекрасному вокалу прилагался роскошный золотой туалет, который затмевал всё.
Мюзикл «Мисс Сайгон»:
Украшение спектакля – признанные звезды жанра Наталия Диевская и Елена Газаева. У Диевской небольшая роль Джиджи, красотки-танцовщицы из «Дримлэнда», но у нее один из самых проникновенных номеров «Кино в моих мечтах», огонек романтики в душно-порочной атмосфере клуба.
Мюзикл «Пётр I»:
Наталии Диевской досталась роль на сопротивление. В нетипичном для себя амплуа — матери Петра Великого, царицы Натальи Нарышкиной, предстает актриса, которая обычно играет персонажей очень страстных и эффектных. Здесь мы видим заботливую мать, пытающуюся укрыть, согреть, уберечь своих маленьких сыновей от возможной гибели.
Вполне «царское» у Петра и окружение. Особенно яркими получились женские образы. Наталия Диевская неожиданна в роли Натальи Кирилловны, матери юного царя: нежная и стойкая, она оберегает и бесконечно любит своих детей (ее номер «Колыбельная матери» – самый трогательный в спектакле).